# Numero abbondante
Un numero abbondante è un numero naturale minore della somma dei suoi divisori interi (escludendo sé stesso).
Per esempio, 12 è un numero abbondante poiché inferiore alla somma dei suoi divisori: {\displaystyle 1+2+3+4+6=16}
La sequenza dei numeri abbondanti comincia così:
12, 18, 20, 24, 30, 36, 40, 42, 48, 54, 56, 60, 66, 70, 72, 78, 80, 84, 88, 90, 96, 100, 102, 104, 108, 112, 114, 120, 126, 132, 138, 140, 144, 150, 156, 160, 162, 168, 174, 176, 180, 186, 192, 196, 198, 200, 204, 208, 210, 216, 220, 222, 224, 228, 234, 240, 246, 252, 258, 260, 264, 270...
Il primo numero dispari abbondante è 945.
Tutti i multipli interi dei numeri abbondanti e dei numeri perfetti sono a loro volta numeri abbondanti.